# إدوارد بييربونت
كان إدوارد بييربونت (4 مارس 1817-6 مارس 1892) محاميًا أمريكيًا، سافر إلى الكثير من البلدان واستلم مناصب متعددة كوكيل وزارة العدل الأمريكية في نيويورك، والمدعي العام للولايات المتحدة، ووزير الولايات المتحدة لبريطانيا العظمى. درس بييربونت القانون وتخرج من جامعة بيل عام 1837، التحق بنقابة المحامين عام 1840. انضم بييربونت إلى الحزب الديمقراطي أثناء الحرب الأهلية الأمريكية، لكنه استمر في دعمه للرئيس أبراهام لنكولن. دعم بييربونت الرئيس أندرو جونسون وجهود إعادة الإعمار المحافظة المعارضة لأفكار الجمهوريين المتطرفين. كان موقف بييربونت مؤيدًا للرئيس يوليسيس غرانت في عامي 1868 و1872، ولذلك منحه الرئيس غرانت منصب المدعي العام للولايات المتحدة الأمريكية عام 1869. عرُف عن بييربونت مواقفه الداعمة للإصلاح، انضم إلى لجنة السبعين في نيويورك، والتي ساهمت بإغلاق جمعية تامني هول الفاسدة، عدل بييربونت أفكاره حول إعادة الأعمار، ودافع عن حقوق الأمريكيين الأفارقة بنيل الحرية.
تولى بييربونت منصب المدعي العام للولايات المتحددة في أبريل عام 1875، كان ذلك في عهد الرئيس غرانت. تعاون بييربونت مع وزير الخزانة بنيامين بريستو، ولاحق الأشخاص ذوي السمعة السيئة المشاركين بعملية ويسكي رينغ. ويسكي رينغ هي عملية احتيال وطنية للتهرب الضريبي، تتضمن التعاون بين صانعي الويسكي، وأشخاص وسطاء، والمسؤولين الحكوميين بما في ذلك السكرتير الخاص بالرئيس جرانت أورفيل إي بابكوك. حارب بييربونت الفساد في المقاطعات الجنوبية للولايات المتحدة فور تعيينه. وتابع قرار المدعي العام السابق للولايات المتحدة جورج ويليام، والذي ينص على محاكمة كو كلوكس كلان. قاضى محاولات انتهاك الحقوق المدنية للأمريكيين الأفارقة. تعامل بييربونت مع أبناء المهاجرين من بروسيا والحاصلين على الجنسية الأمريكية، ولم يلزمهم بالخدمة العسكرية في الجيش البروسي. عُيّن بييربونت وزيرًا أمريكيًا لبريطانيا العظمى من قبل الرئيس غرانت، استمر حكمه من عام 1867 إلى 1877. أصبح بييربونت مؤيدًا للنظام النقدي بعد زيارته فرنسا عدة مرات. تابع بييربونت عمله في مجال القانون بعد عودته من بريطانيا وحتى وفاته في عام 1890.

## نشأته ونسبه
ولد إدوارد بييربونتفي نورث هافن، كونيتيكت، في 4 مارس 1817، وهو ابن جايلز بييربونت ويونيس مونسون بييربونت. ولد جايلز بيريبونت في إقليم نيوإنجلاند وهو سليل جيمس بييربونت، أحد مؤسسي جامعة ييل. كان اسم المعمودية لبييربونت هو مونسون إدوارد بييربونت، ولكنه غيره إلى إدوارد بييربونت.  
التحق بييربونت بالعديد من المدارس في منطقة نورث هافن، ودرس في جامعة ييل، وتخرج عام 1837. سافر إدوارد واستكشف الغرب بعد تخرجه، ثم درس في كلية ييل للحقوق. التحق بنقابة المحامين في عام 1840، ودرس في جامعة ييل من عام 1840 إلى عام 1841. انتقل بعدها إلى كولومبوس في ولاية أوهايو، عمل بالقانون مع فينياس ويلكوكس من عام 1840 إلى عام 1845. انتقل بعدها إلى نيويورك عام 1846، وأسس فيها عمله الخاص.

## المهنة السياسية
أصبح بييربونت ناشطًا سياسيًا قبيل انتقاله من نيويورك، وانضم إلى الحزب الديمقراطي عام 1846.
انتخب بييربونت قاضيًا محكمة عليا في محكمة نيويورك العليا منذ عام 1957 وحتى 1860.

## الحرب الأهلية
عرف بييربونت بنزعته للشعب، وعمل كمستشار لأبراهام لينكون قبل وبعد انتخابه رئيسًا للولايات المتحدة الأمريكية.
أصبح بييربونت أحد أفراد من اللجان العسكرية خلال الحرب الأهلية عام 1862، وتولى متابعة قضايا سجناء الدولة المحتجزين من قبل السلطات العسكرية الفدرالية.
دعم بييربونت الرئيس لينكون أثناء الانتخابات الرئاسية، وألقى خطاب سياسي عام 1864، وعبر عن إيمانه بقدرة لينكون على استعادة الاتحاد وتحقيق الحرية وتمجيد الأمة.

## عضو المؤتمر الدستوري في نيويورك
انتخب بييربونت عضوًا في مؤتمر نيويورك الدستوري في أبريل 1867، وعمل في خدمة اللجنة القضائية. أنشئ حوالي 19 لجنة مخصصة لدراسة المراجعات الدستورية، ضمت اللجنة القضائية لبييربونت 15 عضوًا. تحول المؤتمر الدستوري إلى مشاورات طويلة الأمد استمرت حتى يونيو 1867. يهدف عمل بييربونت إلى استئصال العيوب الدستورية من دستور نيويورك السابق لعام 1846. كانت إحدى القضايا الخلافية هي منح النساء حق التصويت، وشطب كلمة (ذكر) التي تحدد ناخبي نيويورك.

## النائب العام للمنطقة الجنوبية من نيويورك
شغل بييربونت منصب وكيل وزارة العدل الأمريكية للمنطقة الجنوبية من نيويورك، عينه الرئيس يوليسيس غرانت واستمر في منصبه من 25 أبريل 1869 إلى 20 يوليو 1870. قاضى بصفته النائب العام للولايات المتحدة الثوار الكوبيين لانتهاكهم قانون الحياد. اعتقل بييربونت أعضاء من المجلس العسكري الكوبي في 15 يونيو عام 1869، ووجه إليهم الاتهامات. كان من بين الاعتقالات رئيس المجلس وأعضاء آخرون، مثل خوسيه مواليز لينورايان، وفرانشيسكو فيسر، وخوسيه مورا. نظم المجلس العسكري الكوبي في 1 مايو 1869 حملة عسكرية ضد إسبانيا. تقاعد بييربونت من منصب النائب العام للولايات المتحدة الأمريكية واستأنف عمله الخاص في مجال القانون.

## الوزير الأمريكي لبريطانيا العظمى
عيّن بييربونت وزيرًا مفوضًا للولايات المتحدة الأمريكية في بريطانيا العظمى، ليحل بذلك محل روبرت ستشنك، استمر بييربونت في هذا المنصب حتى 1 ديسمبر 1877. ازداد اهتمامه بالنظام النقدي أثناء عمله في بريطانيا، وسافر عدة مرات إلى فرنسا التي تعتمد هذا النظام.

## مرضه ووفاته وجنازته
توفي بييربونت وفقًا لصحفية نيويورك تايمز في أواخر عام 1889، وعاني قبل ذلك من مرض عصبي منعه من استخدام أطرافه. على الرغم من مرضه، تابع بييربونت حياته في ممارسة القانون والسفر من مكان إقامته في نيويورك إلى قصره في المحمية العسكرية. أصيب بييربونت بجلطة دماغية في 1892، أدت إلى شلل الجانب الأيمن من جسمه وفقدان قدرته على الكلام. توفي بييربونت بعد أربعة أيام في منزله في نيويورك. أقام القس هنري واي ساتيرلي مراسم الجنازة في كنيسة كالفاري في يوم الأربعاء 9 مارس، نقل بعدها جثمان بييربونت ودفن في مقبرة سانت فيليب.

## الإرث
عرف عن بييربونت نجاحه المهني، وتوكيله من قبل عملاء معروفين ولصالح قضايا مهمة، ومحاربة الفساد السياسي في المؤسسات الفيدرالية، وداخل المدن والولايات. نجح في مقاضاة المشاركين في عملية ويسكي رينغ التي تهدف للتهرب الضريبي من عام 1875 إلى عام 1876. اعتمد نجاحه السياسي على تعيينه من قبل الرئيس يوليسيس غرانت، وتوليه العديد من المناصب كالمدعي العام للولايات المتحدة، والنائب الأمريكي لنيويورك، والوزير الأمريكي لبريطانيا العظمى. أصدر بييربونت العديد من المنشورات المتعلقة بالقضايا المالية، ودعم النظام النقدي لتداول العملة في الولايات المتحدة الأمريكية. تولى بييربونت منصب المدعي العام أثناء فترة إعادة الإعمار، ولكنه أولى الكثير من الاهتمام لقضايا المهاجرين خارج الولايات المتحدة، ومنحهم حقوقهم. وقفت المحكمة العليا بوجه أحكام التنفيذ التي وقعها الرئيس غرانت لتصبح قانونًا، وأعاقت تطبيق الحقوق المدنية التي اقترحها بييربونت في الولايات المتحدة الأمريكية.